# Patricia Paay

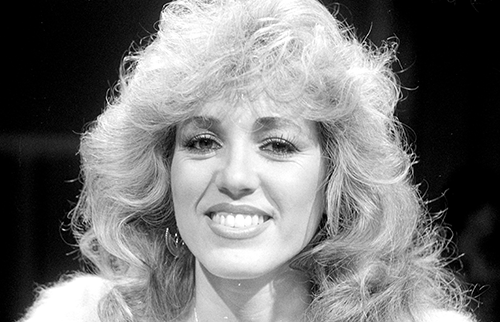
Patricia Paay (1982)

Patricia Anglaia Margareth Paaij (* 7. April 1949 in Rotterdam), bekannt als Patricia Paay, ist eine niederländische Sängerin, Radiomoderatorin, Model und TV-Persönlichkeit mit indonesischen Wurzeln. In den Niederlanden ist sie für ihre musikalische Karriere, die mehr als vier Jahrzehnte umspannt, bekannt. Sie ist regelmäßig im niederländischen Fernsehen zu sehen und in den niederländischen Boulevardzeitungen vertreten.

## Persönliches Leben
Patricia Paay traf Adam Curry und zog sich von der Musik in den Niederlanden in der Mitte der 1980er-Jahre zurück, um in den USA und bei der Entwicklung von Adams Karriere mitzuwirken. Heute lebt sie im Vereinigten Königreich. Ihre Tochter Christina Curry lebt in Los Angeles, während ihr Ex-Mann Adam in Austin, Texas wohnt. Patricia Paay sang viele der populären Musik Remixe der Stars on 45 und war Mitglied der Spin-off Serie Star Sisters zusammen mit ihrer Schwester Yvonne Keeley.

## Karriere
Sie ist sehr beliebt in den Niederlanden und ihr vielleicht bekanntester Song in englischer Sprache ist ihre 1977er Coverversion des Robert-Knight-Hits Everlasting Love aus ihrem Album The Lady Is a Champ. Der Song wurde von Buzz Cason und Mac Gayden geschrieben und ist bekannt durch die Band The Love Affair aus dem Jahr 1967. Ein Hit in den deutschen Hitparaden war auch der Titel Who's that Lady with my man, ebenfalls aus dem Jahr 1977.
Ihre erste deutschsprachige Platte Heut' seh' ich ihn / Bilder und Briefe erschien schon 1968 unter dem Namen Patty Pay.
Im Jahr 1984 war Paay das erste Glamour-Model in der niederländischen Ausgabe vom Playboy. Das zweite Mal war 1996 und im November 2009 wurde bekannt, dass sie sich für die Dezember-Ausgabe 2009 der niederländischen Version des Magazins im Alter von 60 Jahren ablichten lässt. Es war das dritte Mal, dass sie für den Playboy vor der Kamera stand.
Im Jahr 2008 war Paay Jury-Mitglied der niederländischen Castingshow Holland’s Got Talent in Deutschland als Das Supertalent bekannt. Derzeit ist sie beim TV-Sender SBS 6 tätig. In der Vergangenheit war sie auch als Jury-Mitglied von Idols der niederländischen Version von DSDS sowie der niederländischen Version von X Factor tätig.

## Diskografie

### Alben
| Jahr | Titel                               | Höchstplatzierung, Gesamtwochen, AuszeichnungChartsChartplatzierungen (Jahr, Titel, Platzierungen, Wochen, Auszeichnungen, Anmerkungen) | Anmerkungen |
| Jahr | Titel                               | NL | Anmerkungen |
| ---- | ----------------------------------- | --- | ----------- |
| 1977 | The Lady Is A Champ                 | NL9 (9 Wo.)NL |             |
| 1983 | Dreamworld                          | NL37 (3 Wo.)NL |             |
| 1995 | Time Of My Life                     | NL74 (5 Wo.)NL |             |
| 2019 | The Golden Years Of Dutch Pop Music | NL96 (1 Wo.)NL |             |

Weitere Alben
- 1969: Portret van Patricia (als Patricia)
- 1975: Beam Of Light
- 1978: Malibu Touch
- 1978: The Best Of Patricia Paay
- 1981: Playmate
- 1995: Original Hit Recordings
- 2002: Hollands Glorie

### Singles
| Jahr          | Titel Album                                      | Höchstplatzierung, Gesamtwochen, AuszeichnungChartplatzierungen (Jahr, Titel, Album, Platzierungen, Wochen, Auszeichnungen, Anmerkungen) | Höchstplatzierung, Gesamtwochen, AuszeichnungChartplatzierungen (Jahr, Titel, Album, Platzierungen, Wochen, Auszeichnungen, Anmerkungen) | Höchstplatzierung, Gesamtwochen, AuszeichnungChartplatzierungen (Jahr, Titel, Album, Platzierungen, Wochen, Auszeichnungen, Anmerkungen) | Anmerkungen           |
| Jahr          | Titel Album                                      | DE | NL | BEF | Anmerkungen           |
| ------------- | ------------------------------------------------ | --- | --- | --- | --------------------- |
| Patricia      |                                                  | | | |                       |
|               |                                                  | | | |                       |
| 1967          | Je Bent Niet Hip –                               | — | NL12 (12 Wo.)NL | — |                       |
| 1967          | Wat Moet Ik Doen? –                              | — | NL36 (2 Wo.)NL | — |                       |
| 1968          | Corriamo –                                       | — | NL33 (6 Wo.)NL | — | mit Isabella Iannetti |
| Patricia Paay |                                                  | | | |                       |
|               |                                                  | | | |                       |
| 1976          | Some Day My Prince Will Come The Lady Is A Champ | — | NL22 (6 Wo.)NL | BEF21 (2 Wo.)BEF |                       |
| 1976          | Now (Is The Moment) The Lady Is A Champ          | — | NL20 (8 Wo.)NL | BEF16 (5 Wo.)BEF |                       |
| 1977          | Who’s That Lady With My Man The Lady Is A Champ  | DE11 (10 Wo.)DE | NL2 (11 Wo.)NL | BEF2 (11 Wo.)BEF |                       |
| 1977          | Livin’ Without You The Lady Is A Champ           | — | NL5 (11 Wo.)NL | BEF7 (8 Wo.)BEF |                       |
| 1978          | Everlasting Love The Lady Is a Champ             | — | — | BEF25 (1 Wo.)BEF |                       |
| 1978          | Malibu Malibu Touch                              | — | NL14 (6 Wo.)NL | BEF26 (4 Wo.)BEF |                       |
| 1979          | The Best Friend I Know Malibu Touch              | — | NL26 (4 Wo.)NL | — | mit Yvonne Keeley     |
| 1979          | You Make It Alright –                            | — | NL25 (5 Wo.)NL | — | mit Jacques Kloes     |
| 1980          | Maybe –                                          | — | NL31 (3 Wo.)NL | — |                       |
| 1981          | Who Let The Heartache In –                       | — | NL9 (9 Wo.)NL | BEF10 (10 Wo.)BEF |                       |
| 1981          | Saturday Nights Playmate                         | — | NL15 (7 Wo.)NL | BEF7 (11 Wo.)BEF |                       |
| 1982          | Tomorrow Dreamworld                              | — | NL6 (9 Wo.)NL | BEF3 (9 Wo.)BEF |                       |
| 1983          | Solitaire Dreamworld                             | — | NL16 (5 Wo.)NL | BEF5 (7 Wo.)BEF |                       |
| 2002          | (I’ve Had) The Time of My Life –                 | — | — | — | mit David Hasselhoff  |